# Сокол (Минск)
Сокол (бел. Сокал) — жилой микрорайон-эксклав Минска (бывший городской посёлок) восточнее основной части города Минска, за пределами Минской КАД. В настоящее время всё больше употребляется термин «жилой микрорайон», нежели «городской посёлок». Ближайшими к Соколу микрорайонами, граничащими с общим массивом городской застройки Минска, являются Шабаны и Уручье.

## История
Городской посёлок Сокол был построен в начале 1980-х гг. для проживания работников нового минского аэропорта Минск-2, созданного в 1983 году и вынесенного далеко за черту города Соответственно, работники авиации и их семьи поначалу составляли большинство жителей Сокола.. Изначально планировалось сделать его закрытым населённым пунктом, чего к моменту распада СССР так и не произошло.
В 2000 году посёлок был включён в состав города Минска и стал частью Октябрьского района. Включение было осуществлено для обеспечения интересов его населения и создания условий развития предприятий гражданской авиации. С этого момента началась новая волна застройки Сокола многоквартирными жилыми домами и коттеджами, которая активно продолжается по состоянию на начало 2020-х. Жилой массив достиг по разным оценкам около 7-8 тыс. чел. населения, из которых люди, не имеющие отношения к авиации, составляют около половины.
В первую очередь в Соколе получают жилье молодые семьи, нуждающиеся в улучшении жилищных условий. Также практикуется продажа земельных участков под коттеджи для вложения вырученных денег в инфраструктуру микрорайона. Тем не менее, живут здесь и люди, переехавшие в поисках более дешёвого, тихого и комфортного места для проживания, вдалеке от шума большого города. Городскими властями планируется, что к 2030 году в Соколе будет проживать около 30 тысяч человек.

## Расположение
Территория Сокола включена в состав Октябрьского района Минска. Микрорайон находится в 30 километрах к востоку от основной части города. Со всех сторон Сокол окружён Драчковским сельским советом Смолевичского района Минской области. Непосредственно к северу от микрорайона расположена деревня Волма Смолевичского района, через которую протекает одноимённая река, ниже по течению образующая Петровичское водохранилище. Сокол преимущественно окружен хвойными лесами, которые наряду с речкой создают его экологическую привлекательность для жителей. К северо-востоку от микрорайона расположены индустриальный парк «Великий Камень» и национальный аэропорт «Минск», где работают многие жители Сокола.

## Застройка
В архитектурно-градостроительном плане Сокол делится на две основные зоны: многоквартирную застройку и коттеджный поселок.
Общественно-коммерческий центр микрорайона
Зона многоквартирной застройки делится приблизительно пополам ул. Барамзиной, вокруг которой находится общественно-коммерческий центр микрорайона. Он состоит из зданий преимущественно советской постройки, в которых расположены несколько универсальных и специализированных магазинов, аптека, отделение поликлиники № 3, отделение почты № 44, ЖРЭУ, ряд учреждений общепита и бытового обслуживания.

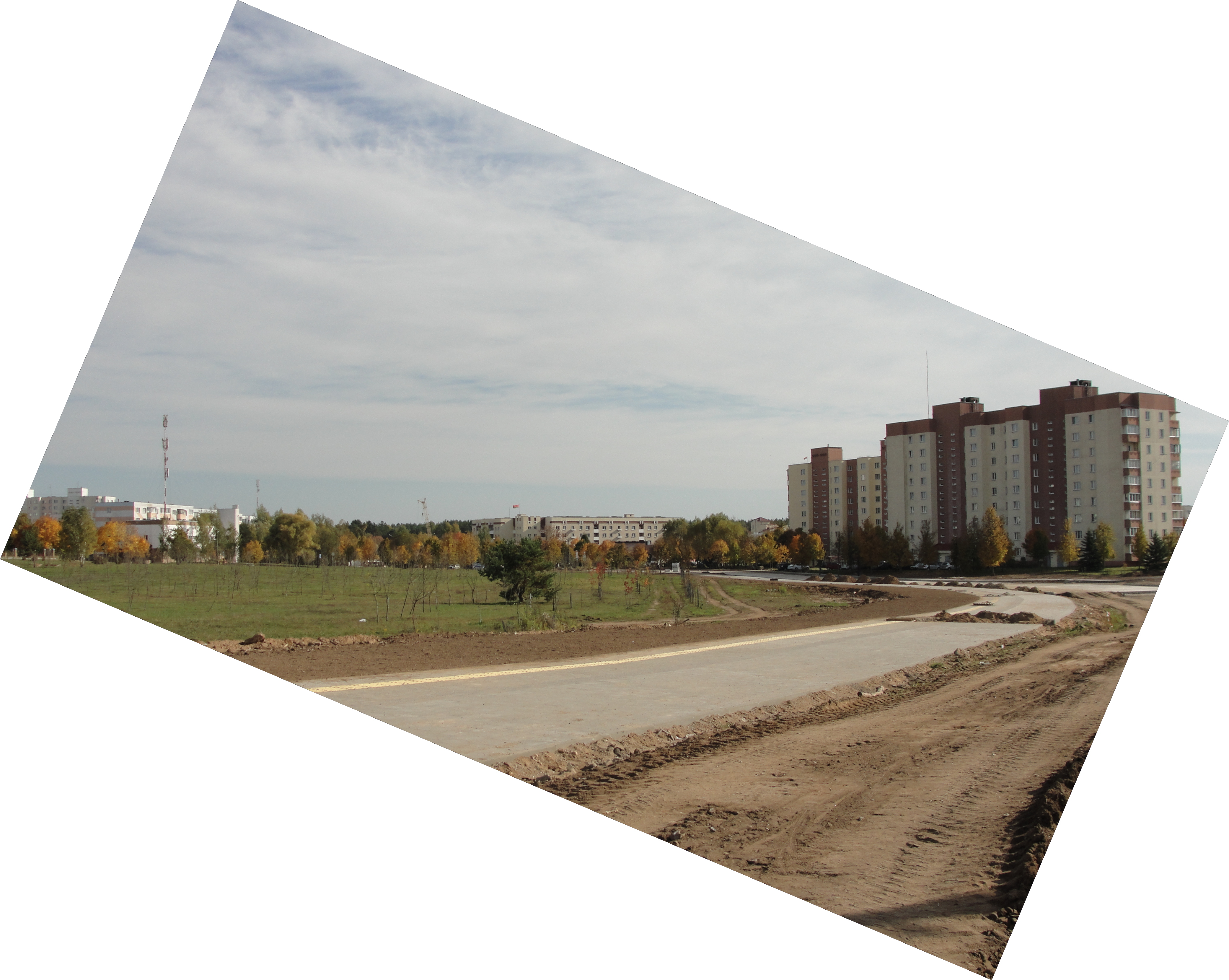
Вид на центр Сокола и кварталы многоквартирной застройки
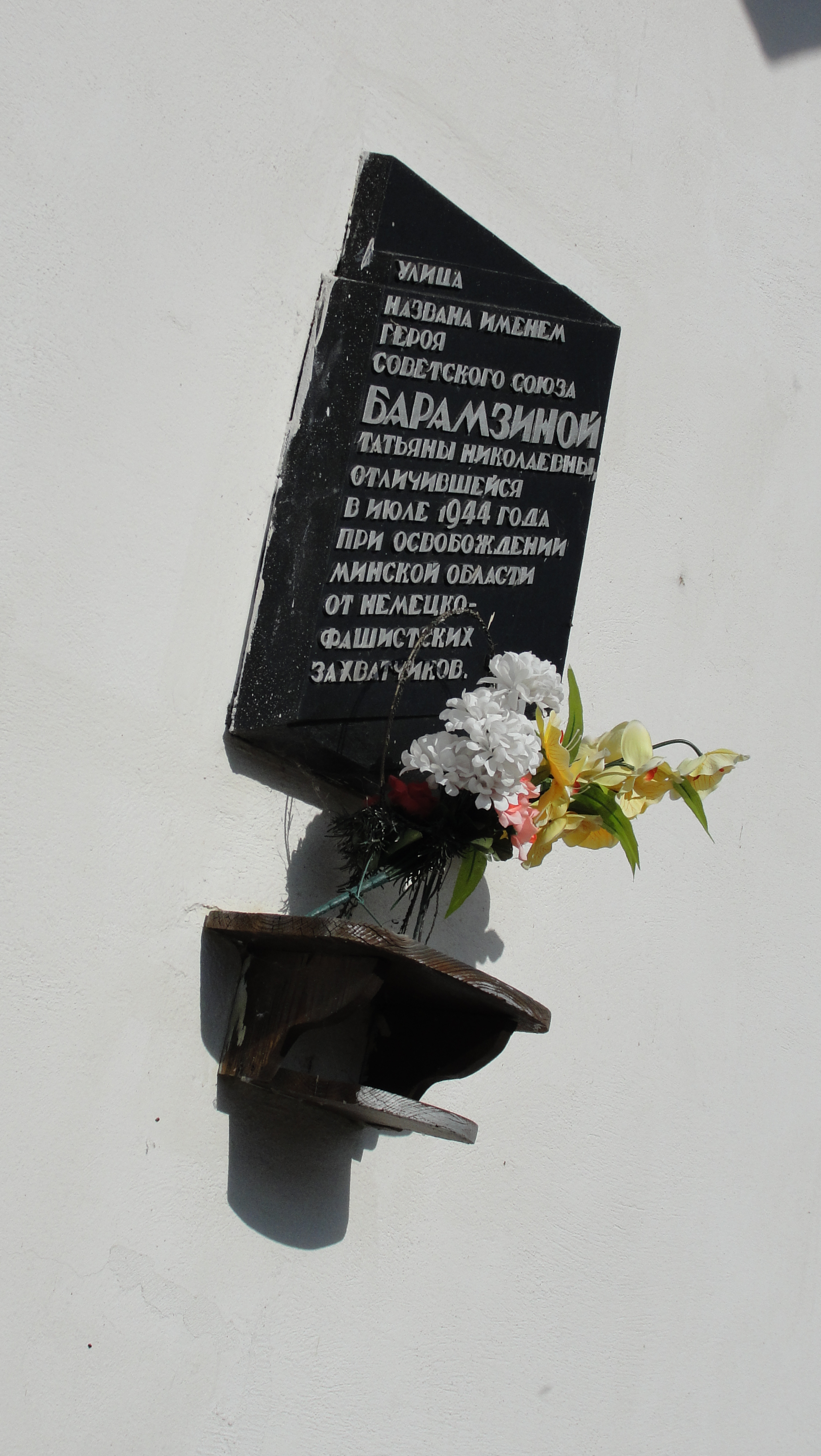
Мемориальная табличка в честь Т. Барамзиной на стене общественного здания
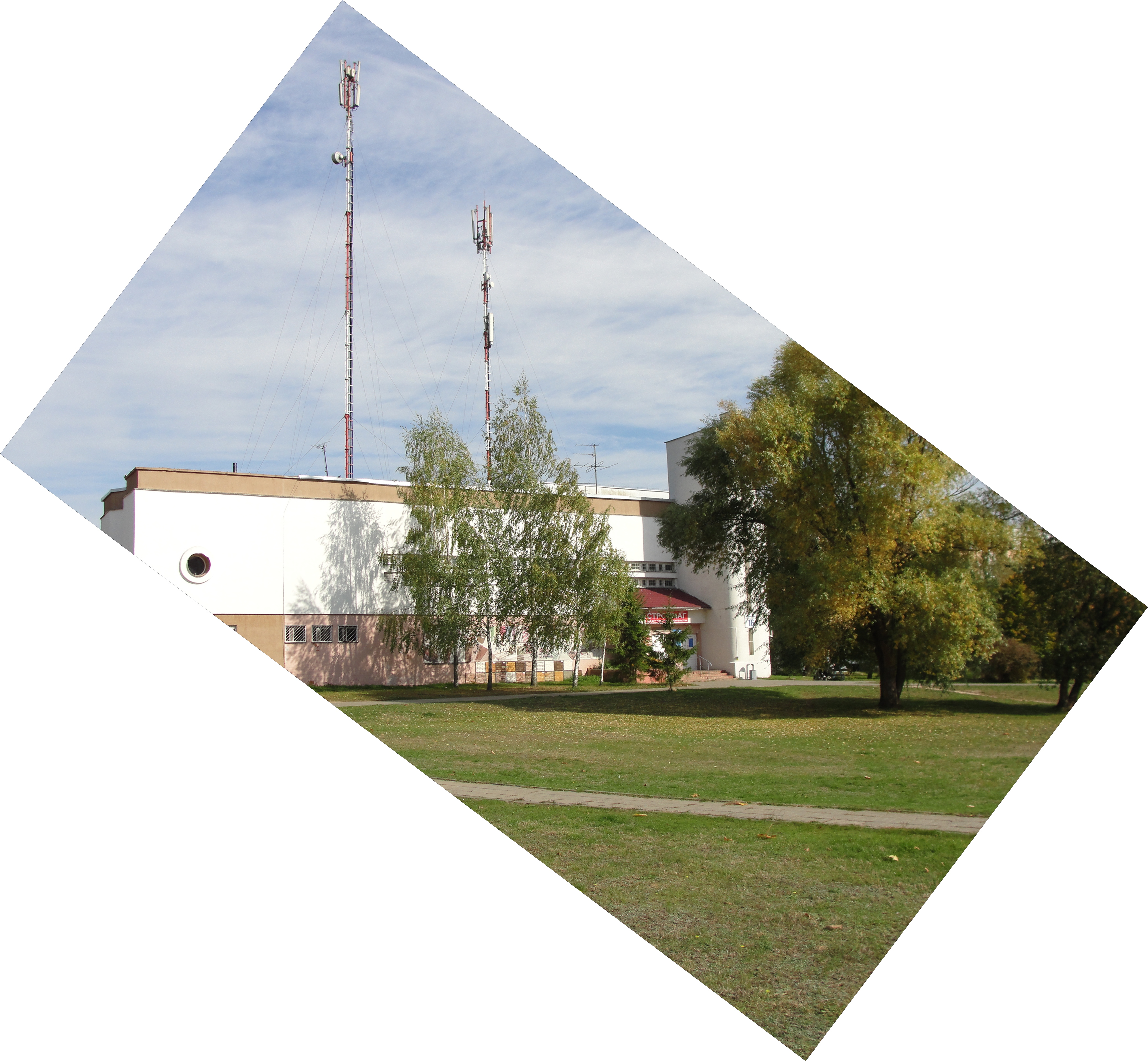
Антенны сотовой связи на крыше дома быта

Северная часть
К северу от ул. Барамзиной находится квартал многоквартирной застройки из домов различных серий и годов возведения, среди которых социальная инфраструктура: средняя школа № 194 с школьным стадионом (открыта в январе 1990 года), ясли-сады № 252 и № 518 (построены в 1980-е годы, первый из них в 1990-е был молодежным центром), православная церковь Николая Чудотворца.

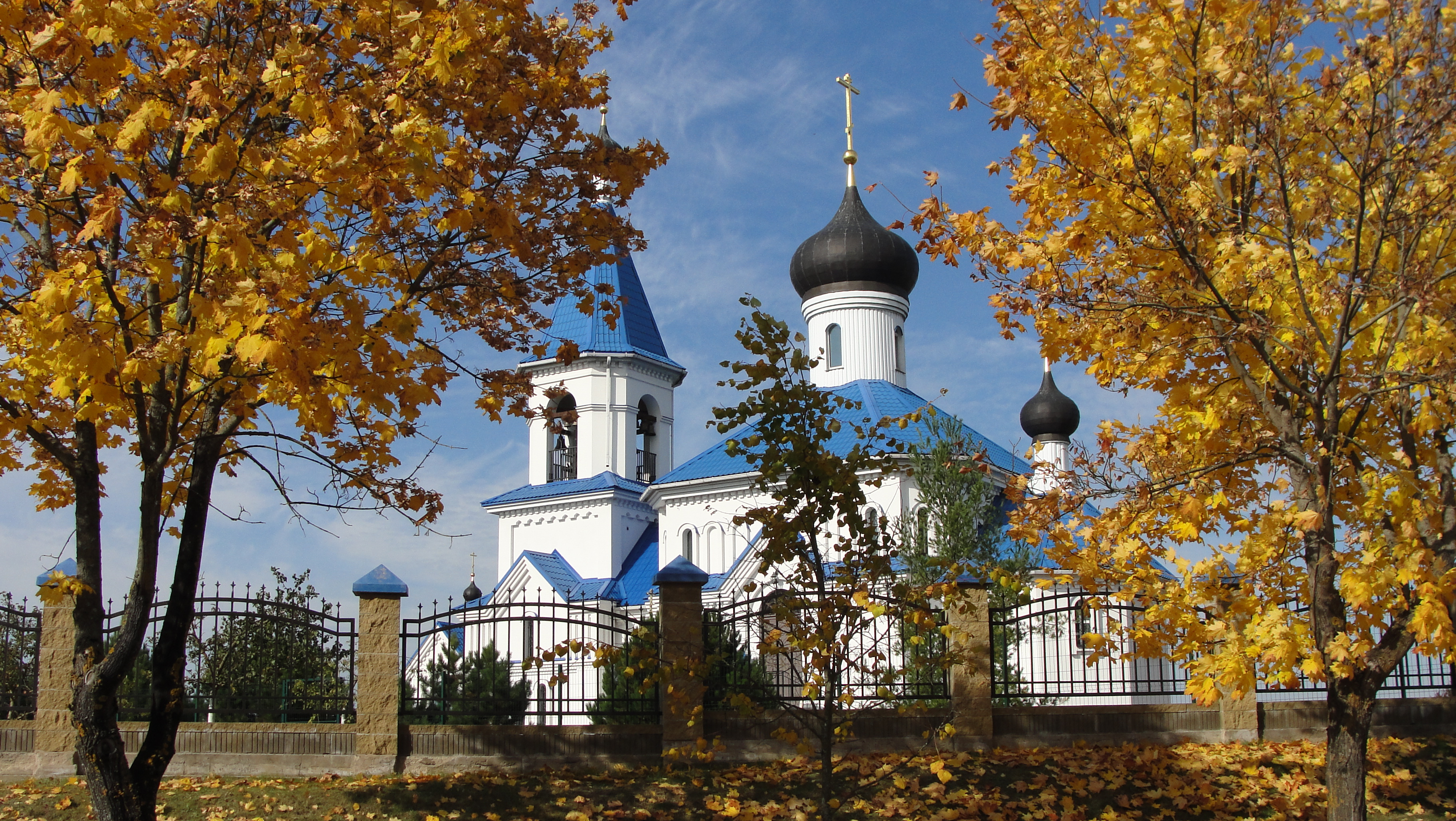
Осенний пейзаж в районе православной церкви
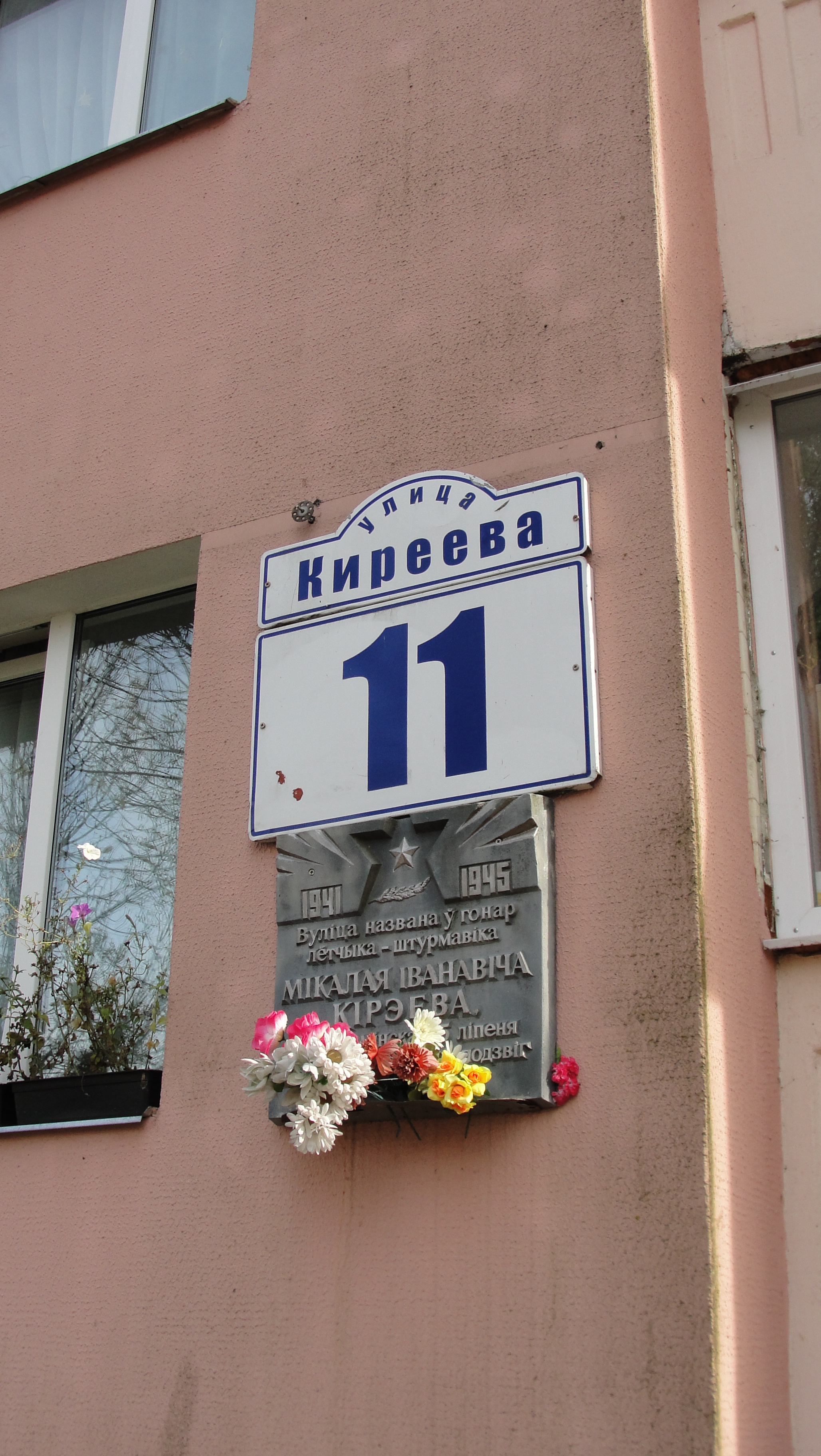
Мемориальная табличка в честь Н. Киреева на стене жилого дома
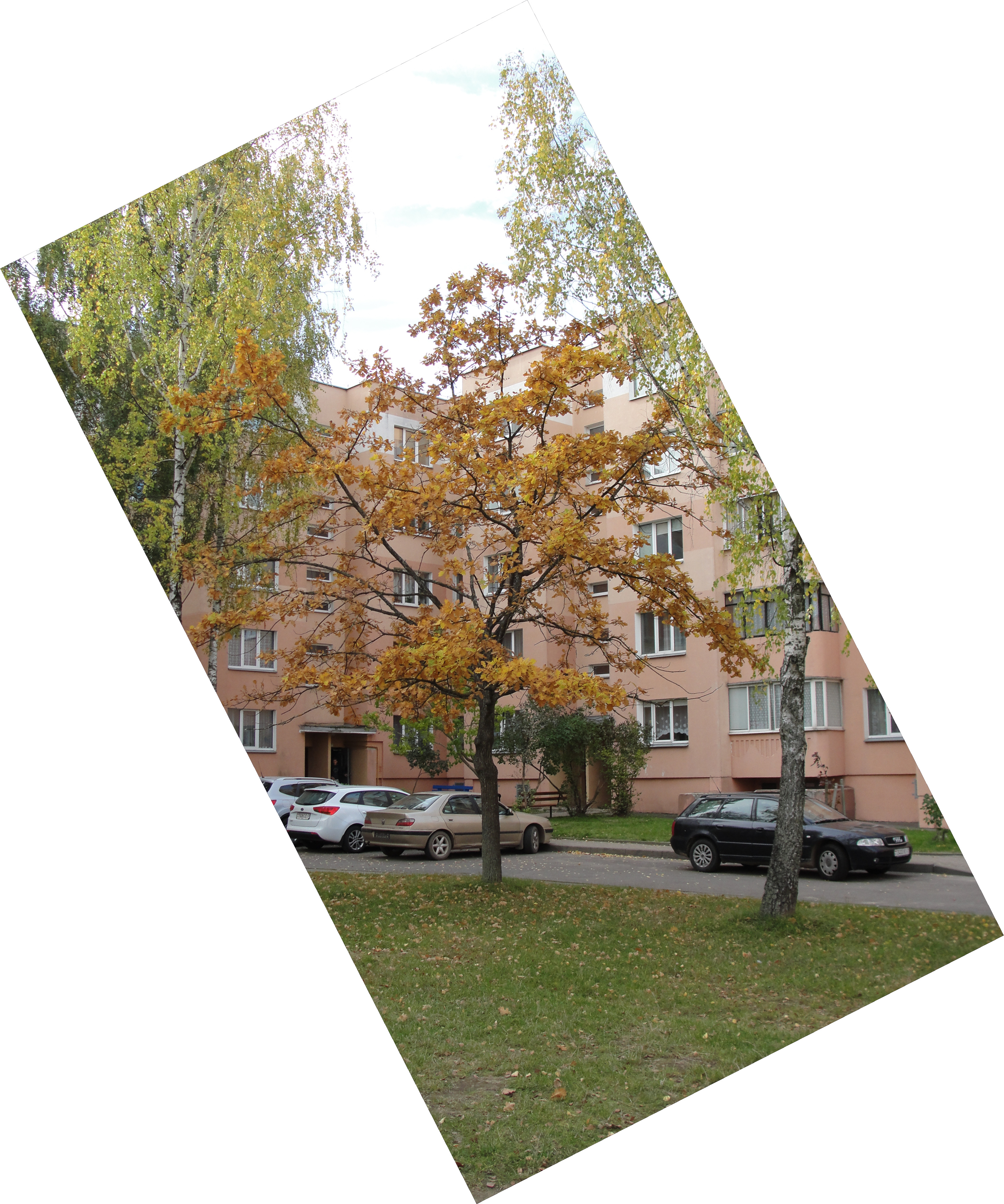
Середина осени в Соколе (на заднем плане виден угловой 5-этажный дом по ул. Барамзиной, 6)
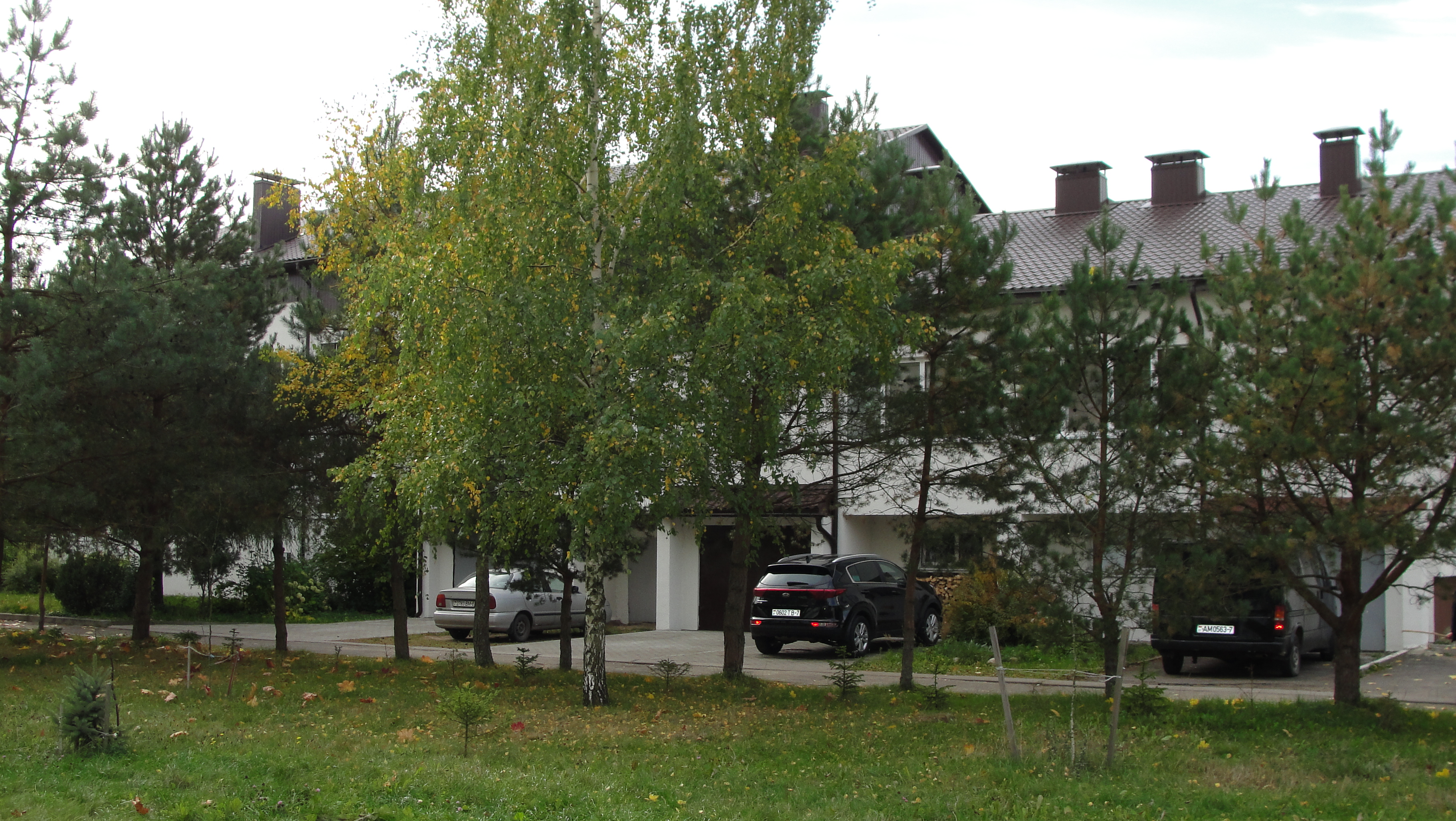
Разнообразие растительности в Соколе (на заднем плане виден таунхаус по ул. Киреева, 21)
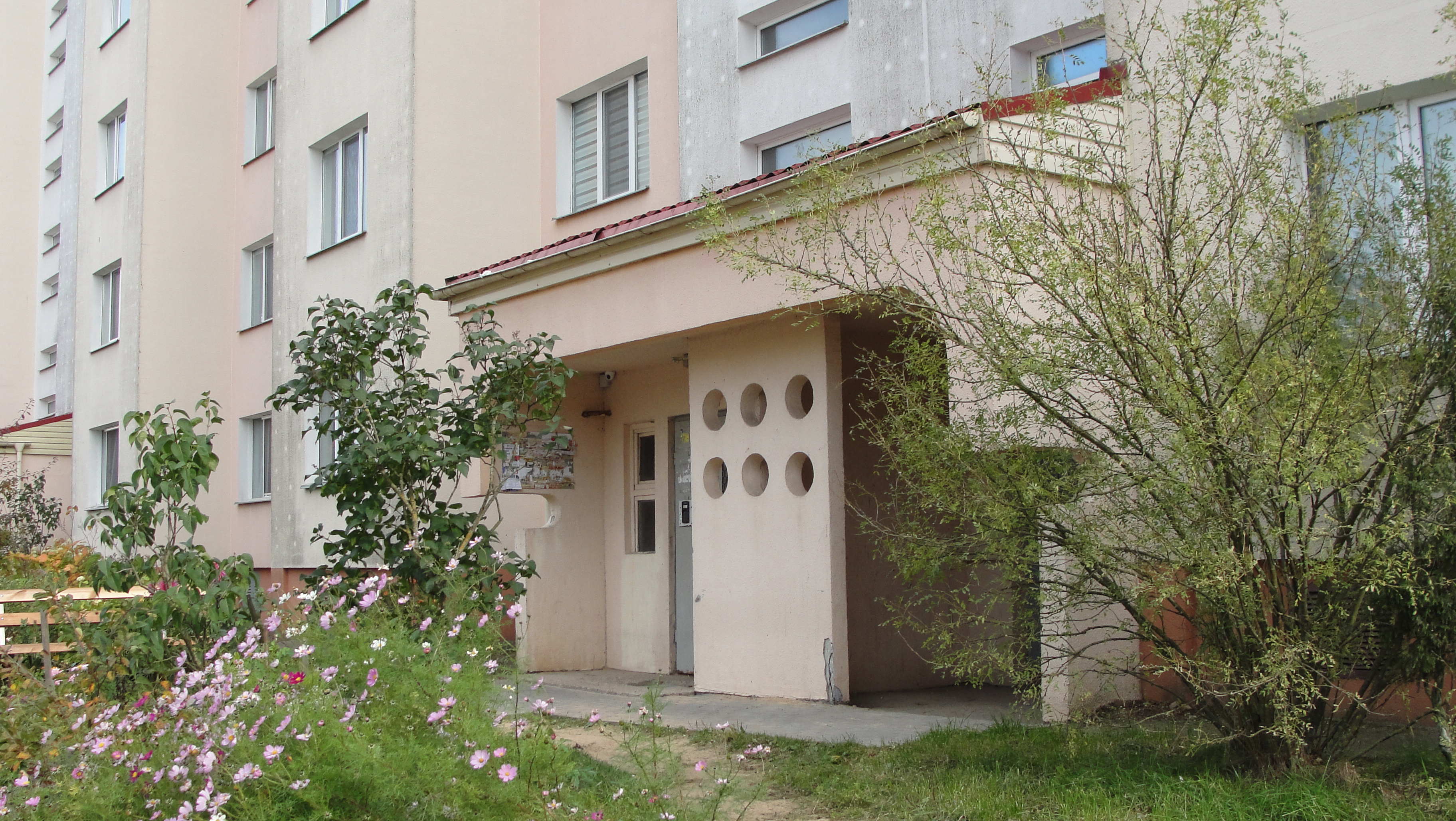
Озеленение подъезда многоэтажного дома в Соколе (по ул. Барамзиной, 4)

Южная часть
К югу от ул. Барамзиной также расположен квартал многоквартирной застройки с сочетанием домов разных серий и годов возведения, к которым далее с юга примыкают небольшая промзона, гаражный кооператив, пожарная часть № 36 и банный комплекс.

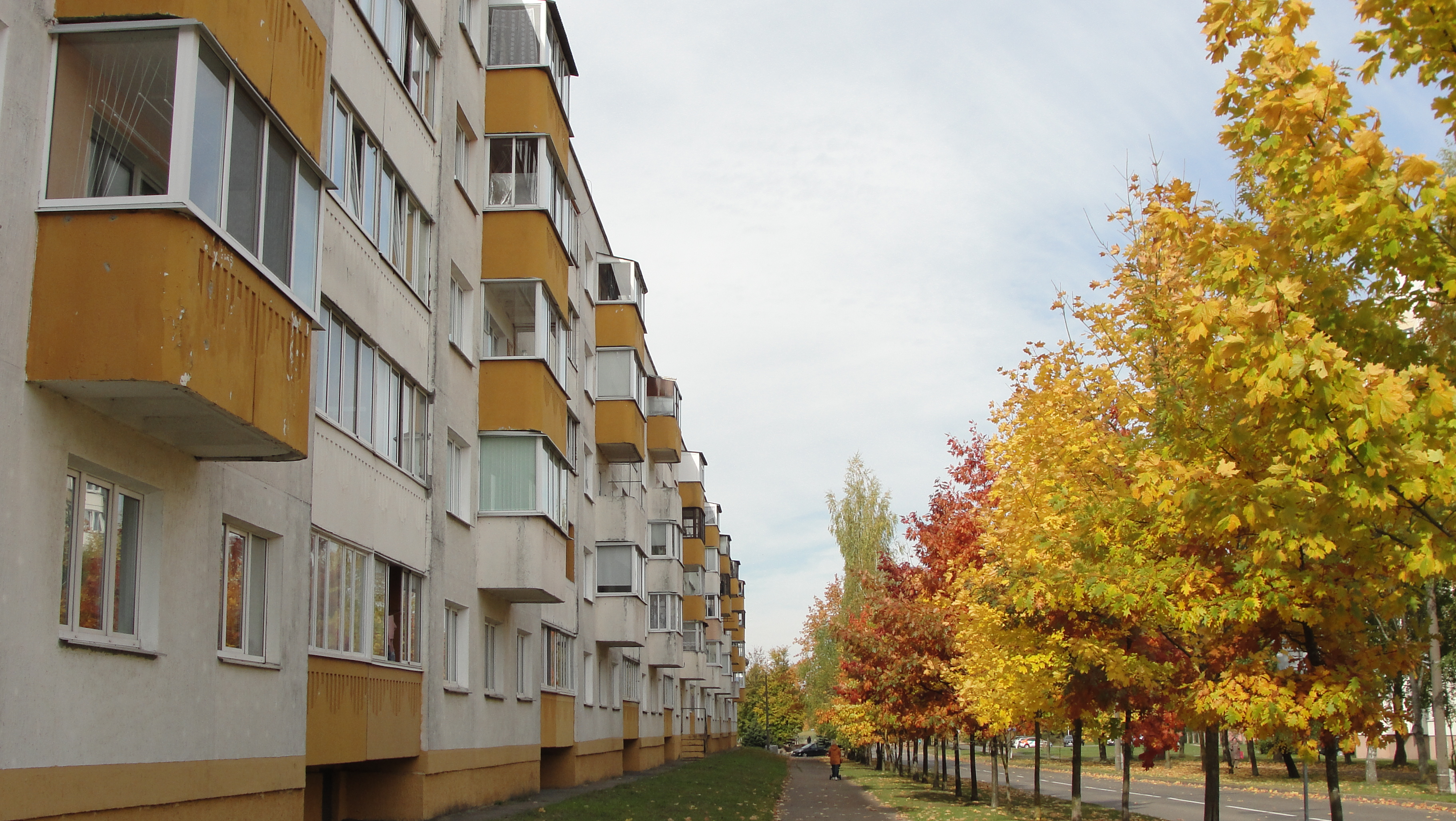
Осенняя аллея в Соколе (слева виден 5-этажный жилой дом по ул. Авиации, 9)
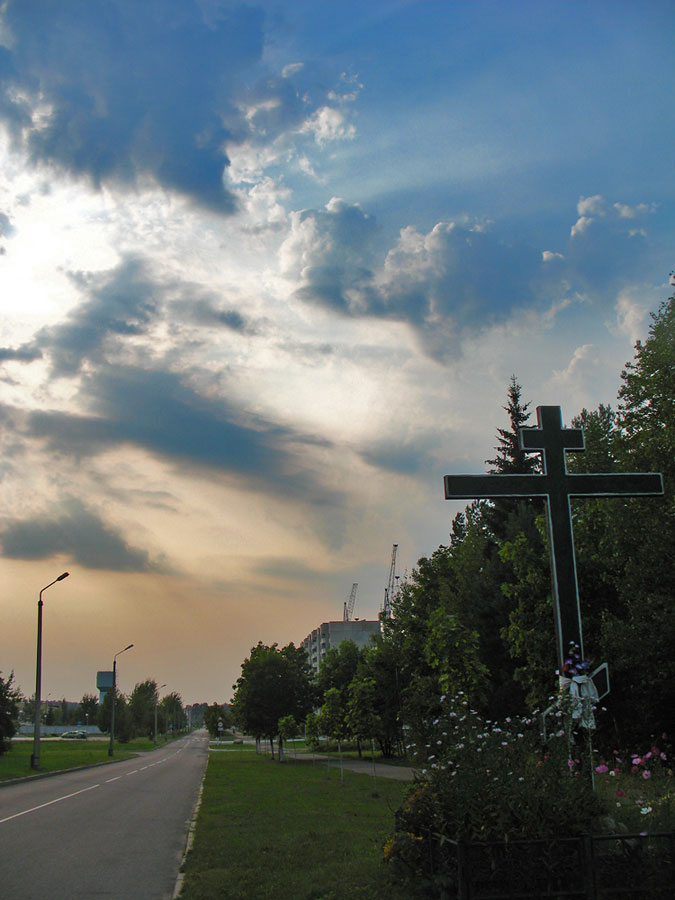
Крест на въезде в Сокол на ул. Березогорскую (слева видна промзона, а справа - многоквартирная застройка)
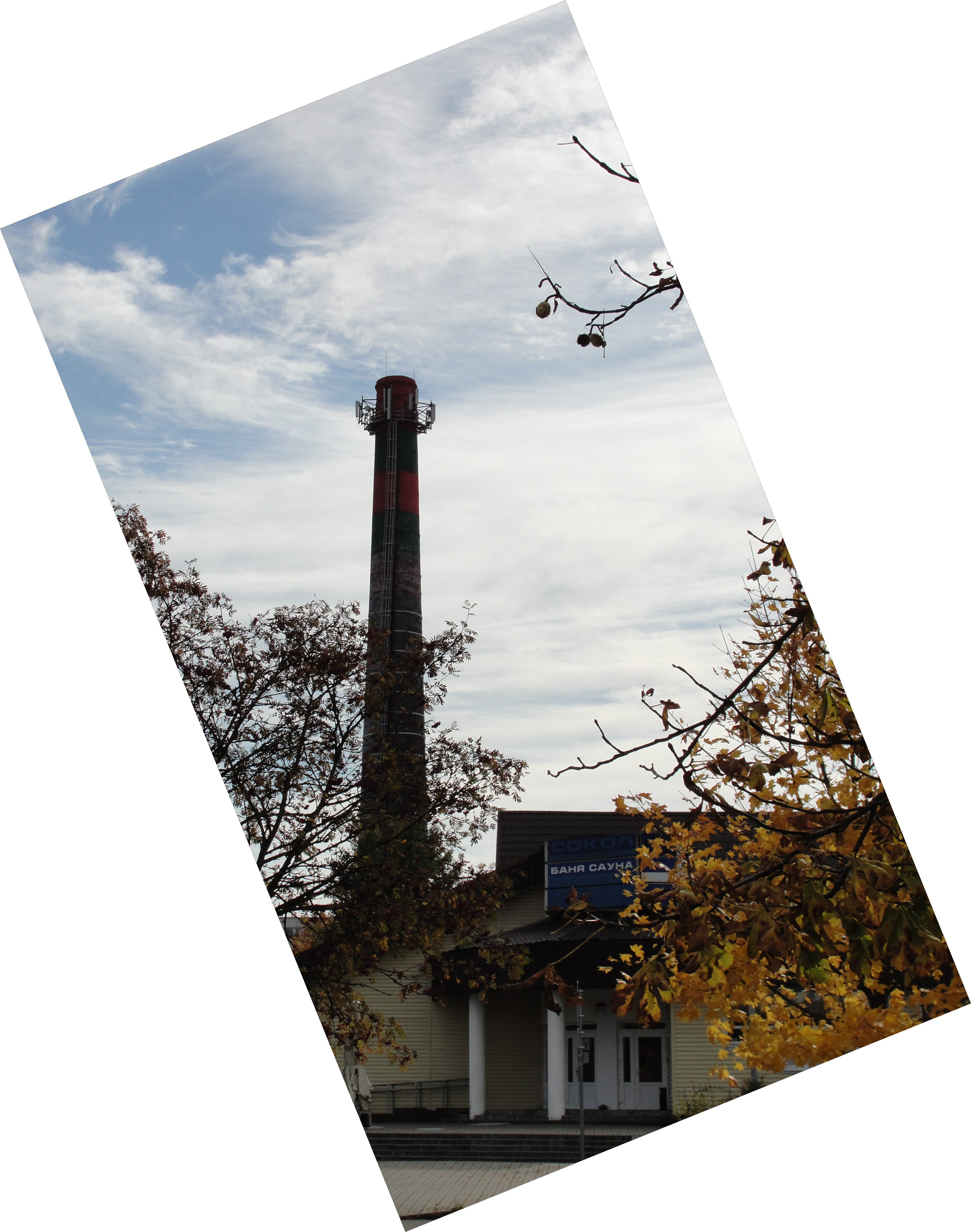
Вид на промзону на юге Сокола (котельная по ул. Березогорской)

Западная часть
К западу от зоны многоквартирной застройки простирается обширный коттеджный поселок, в котором на ул. Звездной есть небольшой католический костел Божьей Матери.

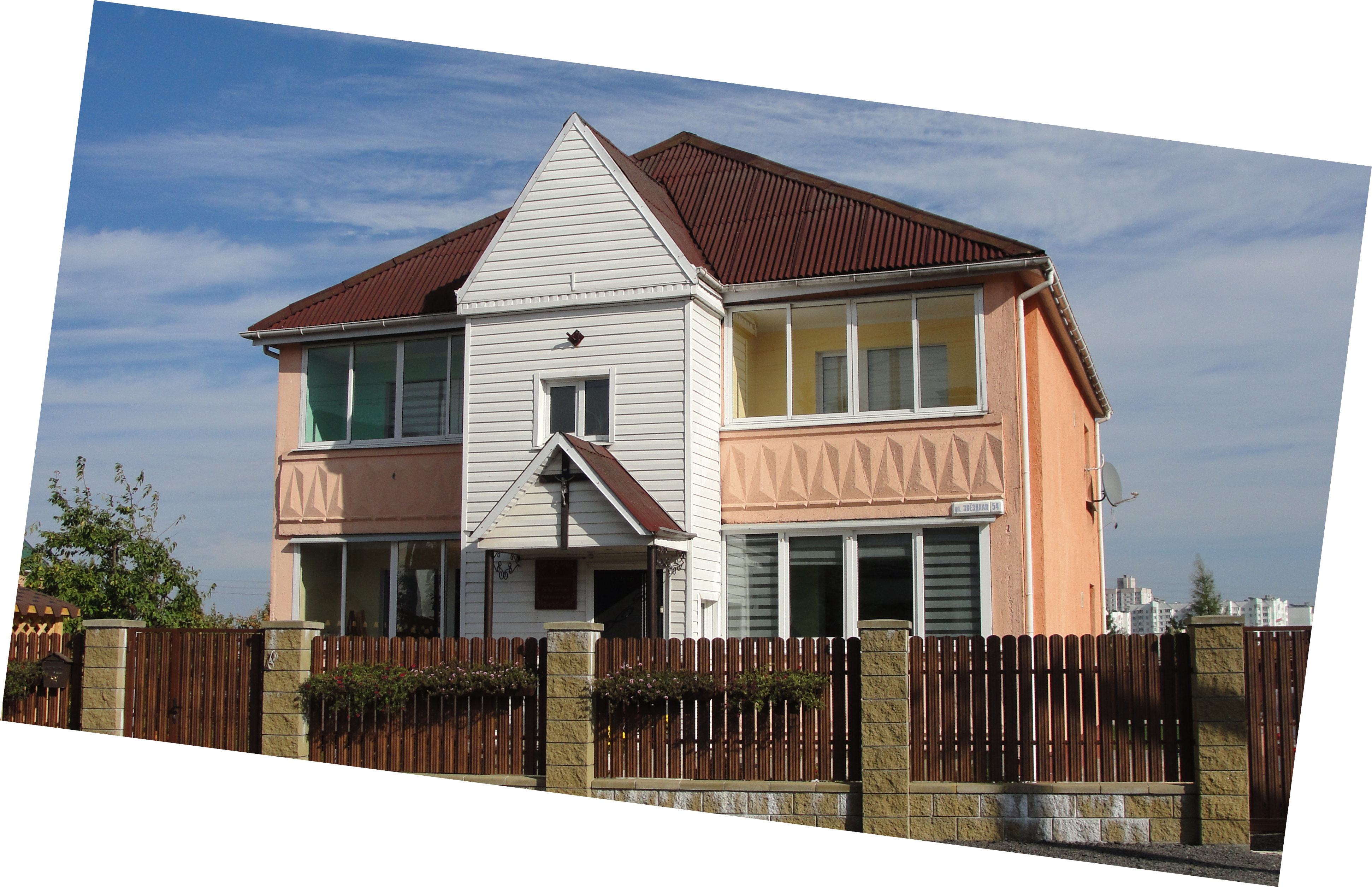
Католический костел в коттеджном поселке Сокола
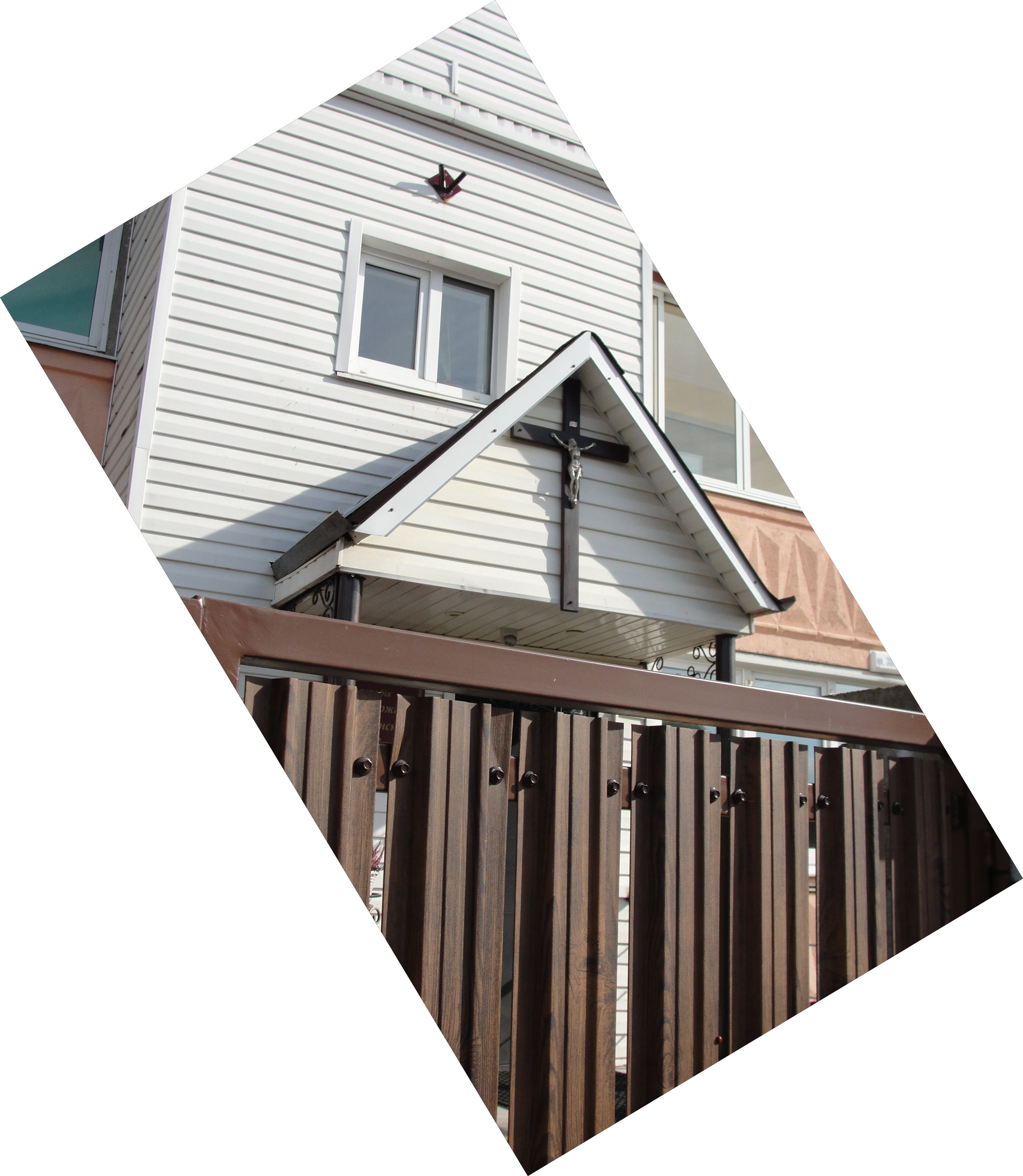
Католический костел (деталь входа)

## Улицы
Основными улицами зоны многоквартирной застройки являются:
- Ул. Авиации
- Ул. Барамзиной
- Ул. Берёзогорская
- Ул. Гризодубовой
- Ул. Киреева

Также в коттеджном поселке имеется значительное количество улиц (Багрянцева, Щукина, Рябиновая, Взлётная, Туполева, Звёздная, Ромашкина и др.), разделяющих его на кварталы, близкие по форме к прямоугольникам.

## Транспорт[7][8][9]
(Данные могут отличаться он действительность)

### Остановки
- Сокол
- Барамзиной (конечная по ул. Барамзиной)
- Авиации
- Головачёва
- Ромашкина
- Школа № 194
- Гризодубовой
- Рябиновая
- Березогорская
- Докутович
- Маргелова

### Городские автобусы
- 112с «Автостанция „Автозаводская“ — Барамзиной» (по обычному расписанию — все дни недели, с раннего утра до полуночи) — скоростной, делает петлю через северную часть микрорайона.
- 112а «Разворотное кольцо Станция метро „Автозаводская“ — Барамзиной» (по пиковому расписанию — в будние дни, в часы пик) — скоростной, делает петлю через северную часть микрорайона.
- 112д «Автостанция „Автозаводская“ — Докутович» (по пиковому расписанию — в будние дни, в часы пик) — скоростной, делает петлю через коттеджный поселок и северную часть микрорайона.
- 173с «Барамзиной — Национальный аэропорт Минск» (по индивидуальному расписанию — в будние дни, отдельные рейсы в 1-й и 2-й половине дня) — скоростной, делает петлю через южную часть микрорайона.
- 180 «Барамзиной — Школа № 194» (в будние дни — по сокращённому расписанию, с утра до вечера; в субботу — по индивидуальному расписанию, отдельные рейсы в 1-й и 2-й половине дня) — местный, петляет через коттеджный поселок и северную часть микрорайона.
- 171с «Дс Шабаны — Микрорайон сокол» (в будние дни) — в среду отдельное расписание. Во время школьных каникул не работает.

### Пригородные автобусы
- 498 «Автостанция „Автозаводская“ — Барамзиной» (в будние дни — по пиковому расписанию; в выходные дни — по индивидуальному расписанию, отдельные рейсы утром, днём и вечером) — «Минск — Сокол через Обчак», делает петлю через южную часть микрорайона.

### Маршрутные такси
- 1218 «Диспетчерская станция Уручье-4 — Сокол» (по пиковому расписанию — в будние дни, в часы пик)
- 1312 «Автостанция „Автозаводская“ — Сокол» (по обычному расписанию — все дни недели, с утра до вечера)
- 1430 «Автовокзал „Центральный“ — Национальный аэропорт Минск» (транзитная; по индивидуальному расписанию — отдельные рейсы утром, днём и вечером)